# Оціночні свердловини
Оціночні свердловини — свердловини, призначені для уточнення параметрів і режиму роботи продуктивного пласта та ступеня виробки ділянок родовища, уточнення схеми його розробки.
Свердловини, що закладаються в межах оконтуреного нафтового покладу з метою уточнення деталей геологічної будови та ступеня неоднорідності пласта, знання якого необхідне для складання проєкту дорозробки родовища (простежування окремих продуктивних пропластків, встановлення нульових ліній цих пропластків — ліній виклинювання), контурів) нафтовмісного пласта.